# François Englert
François Englert (Etterbeek, Belgium, 1932. november 6. –) Nobel-díjas belga elméleti fizikus, egyetemi tanár.

## Munkássága
A Higgs-bozon elméleti felfedezéséért kapta 2013. október 8-án, Peter Higgsszel együtt a fizikai Nobel-díjat.